# Destrucció aquemènida d'Atenes
La destrucció aquemènida d'Atenes va ser realitzada per l'exèrcit aquemènida de Xerxes I durant la segona invasió persa de Grècia a la ciutat d'Atenes. Destruït per l'exèrcit persa en dues ocasions, la primera dirigida per Xerxes I en el 480 aC i la segona dirigida per Mardoni el 479 aC. Després de la batalla de Platea els atenesos van reconstruir primer els murs i; després de la Pau de Càl·lies, l'Acròpolis.

## Primera fase: Xerxes I
El 480 aC, després de la victòria de Xerxes I en la batalla de les Termòpiles, Beòcia es trobava desprotegida davant l'exèrcit aquemènida. Les dues ciutats que van resistir a Xerxes: Tèspies i Platea, van ser capturades i arrasades. La regió de l'Àtica va quedar desprotegida davant la invasió. La població d'Atenes va ser evacuada, amb l'ajuda de la flota aliada, a Salamina. Els Aliats del Peloponès van preparar una línia defensiva a través de l'Istme de Corint, construint un mur i demolint el camí de Mègara, abandonant Atenes als perses.
Atenes va caure al setembre de 480 aC El petit nombre d'atenesos que s'havien atrinxerat a l'Acròpolis va ser derrotat, i Xerxes va ordenar que s'incendiés Atenes. L'Acròpolis va ser arrasada, i l'Antic temple d'Atena i l'Hekatómpedon (antic Partenó) va ser destruït.

## Segon fase: Mardoni
Mardoni va passar l'hivern amb la resta de les tropes aquemènides a Beòcia i Tesalia. Va seleccionar algunes de les millors tropes, especialment els immortals, els medes, els escites, els bactrians i els hindús. Heròdot va descriure la composició de les principals tropes de Mardoni:
| «                    | (...) el millor seria hivernar a Tessàlia, i a la primavera següent envair el Peloponès. Arribats a Tessàlia, les primeres tropes que per a si va escollir Mardoni van ser tots aquells perses que deien els Immortals, a excepció del seu general Hidarnes, que es va negar a deixar a rei. D'entre els altres perses va escollir així mateix als cuirassers i aquell regiment dels mil cavalls. Va prendre així mateix per a si els medes, els escites, els bactrians i els indis, tant les tropes terrestres com els de cavall. Havent-se quedat amb totes aquestes nacions, anava escollint d'entre els altres aliats uns pocs, els més ben preparats que veia, i aquells també dels que sabia haver-se portat bé en alguna funció. (...) En fi, la suma de les tropes pujava a 300 000 entre peons i genets. | » |
| — Heròdot VIII, 113. | |   |

## Reconstrucció

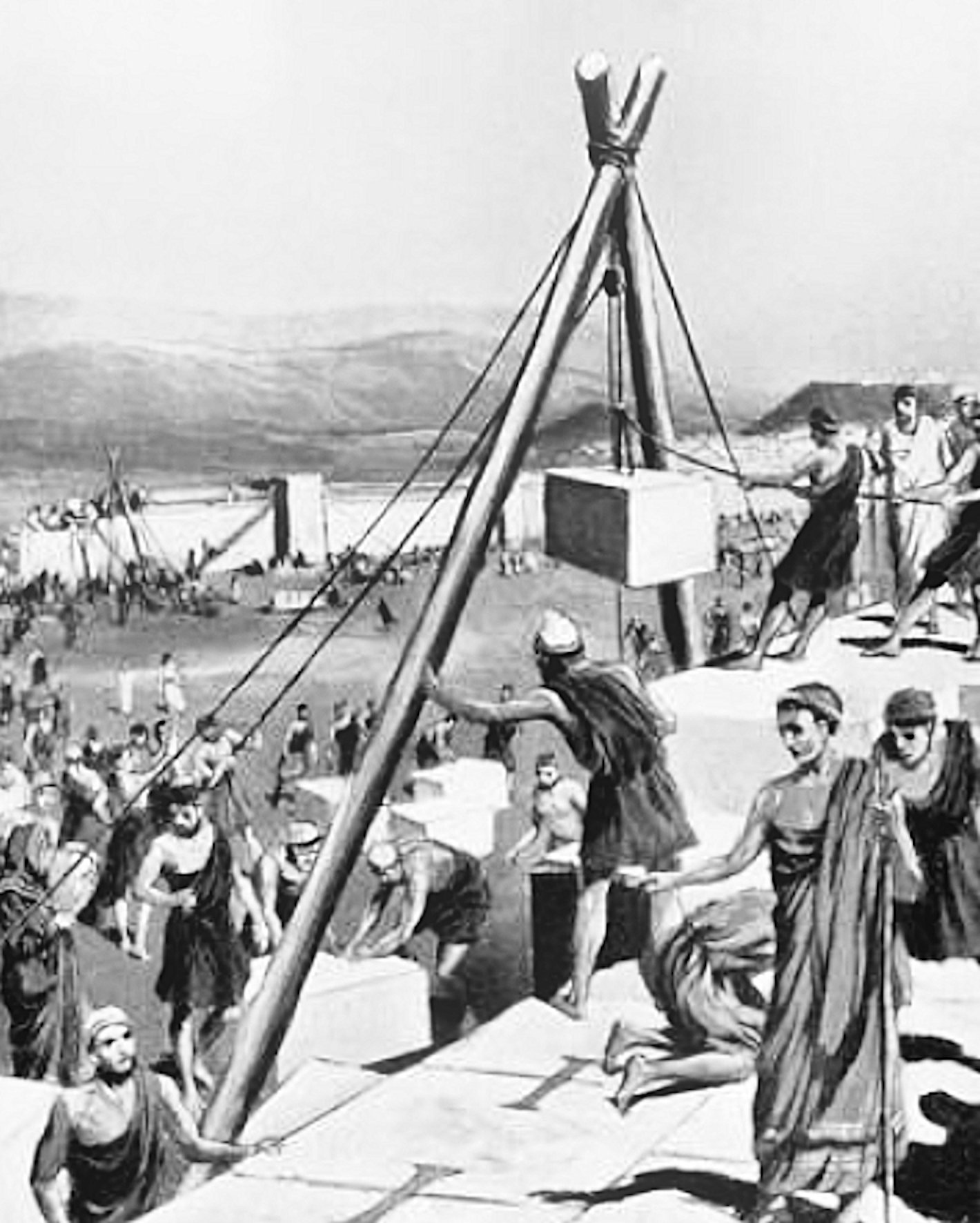
Atenesos reconstruint la seva ciutat dirigits per Temístocles.

Els aquemènides van ser derrotats decisivament a la batalla de Platea i els grecs van poder recuperar Atenes. Van haver de reconstruir tot, inclòs un nou Partenó a l'Acròpolis. Aquests esforços de reconstrucció van ser dirigits per Temístocles en la tardor de 479 aC, que va reutilitzar les restes del Partenó antic i l'Antic temple d'Atena per reforçar els murs de l'Acròpolis, que encara són visibles avui al mur nord de l'Acròpolis. Probablement la seva prioritat era reparar els murs i construir les defenses de la ciutat, fins i tot abans d'intentar reconstruir els temples. Temístocles en particular és considerat com el constructor del mur nord de l'Acròpolis que incorpora la runa dels temples destruïts, mentre que Cimon està associat amb la construcció posterior del mur sud.